# 양독관계연방부

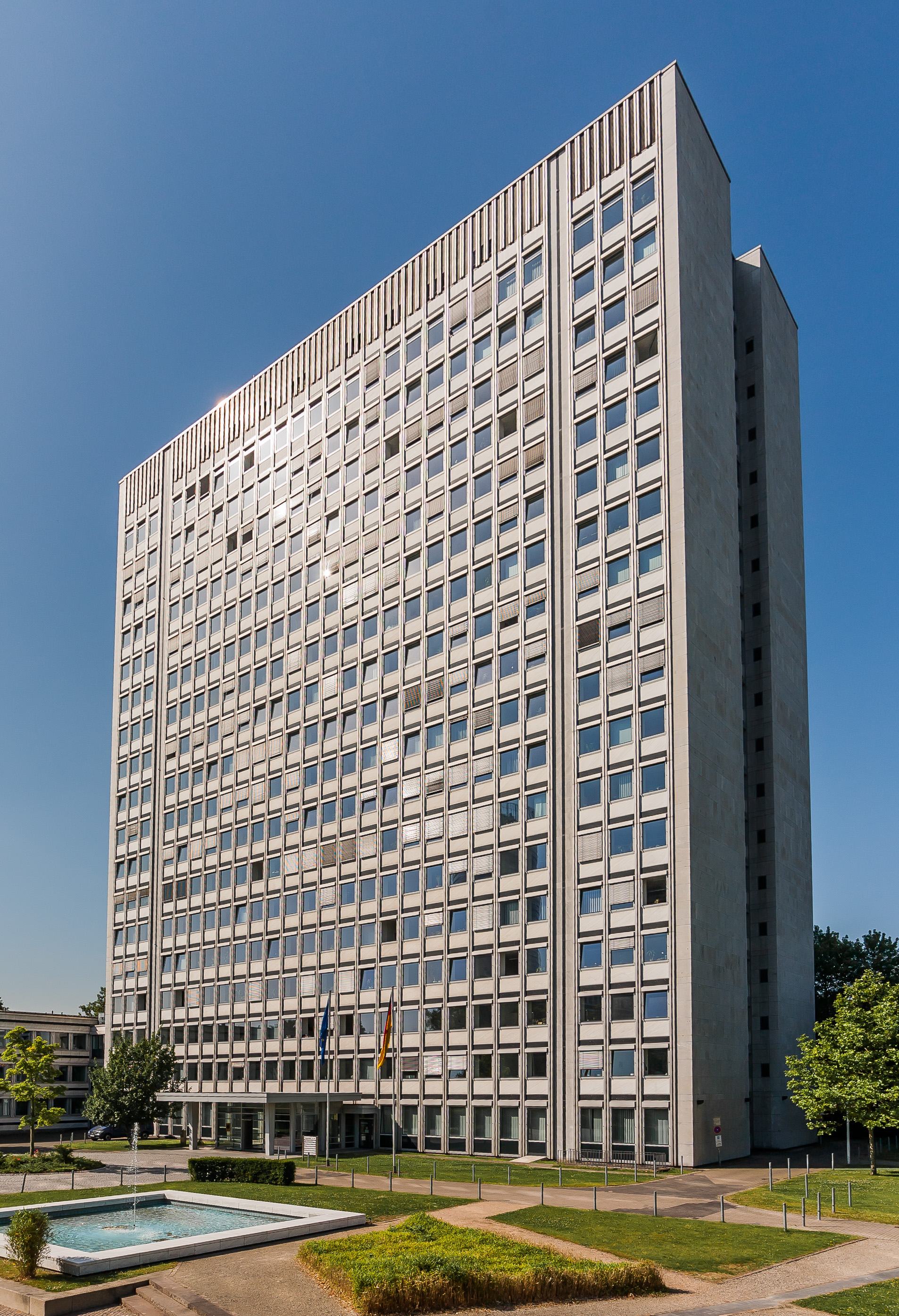

연방양독관계부(聯邦兩獨關係部, 독일어: Bundesministerium für innerdeutsche Beziehungen; BMB)는 서독의 옛 연방 정부 부처였다. 서독이 초기에는 동독까지 자기 영토로 주장했기 때문에 (독점적 통치권) 외무부와는 별개의 부서가 되었다.

## 전독부
1949년 서독 정부 수립과 동시에 연방전독일문제부(Bundesministeriums für gesamtdeutsche Fragen, 전독부)가 설립되었다. 서독만을 정식 국가로 인정하고, 동독을 소련의 괴뢰정부로 규정한 할슈타인 독트린(유일합법정부론)에 기초한 동독 담당 부서였다.
서독 최초의 좌파 총리인 빌리 브란트가 집권한 후, 할슈타인 독트린에 반대하는 동방정책을 실시하였으며, 1969년 10월 동독을 괴뢰정부로 규정하는 전독부를 폐지하고, 동독을 정식 국가로 인정하는 연방양독일관계부(內獨部, Bundesminister für innerdeutsche Beziehungen)를 설치했다.
1991년 독일이 통일되고 BMB의 대부분은 연방내무부(BMI)로 편입되었으며, BMB는 1991년 1월 18일 해체되었다.

## 동독 내란
서독의 BMB가 동독의 내란을 일으켰다는 보도는 없지만, 동독 주민들은 처음에는 여행자유화 시위를 하였고, 그 다음에는 민주화 시위로 시민들의 시위 방향이 바뀌었다. 마지막으로 통일을 원하는 시위를 전국적으로 일으키면서, 동독이 붕괴되며 서독에 통일되었다.
1989년 11월 20일 라이프치히 월요 데모에서 "우리는 한 민족이다(Wir sind ein Volk)"라고 외치면서, 통일을 요구했다. 1989년 10월 9일 7만명이 참가해 동독 역사상 최대 규모의 시위였으며 10월 16일 12만명, 10월 30일 30만명, 11월 6일 50만명으로 규모가 늘어만 갔다.
1989년 12월 19일 동서독 정상회담을 위해 드레스덴에 도착한 헬무트 콜 총리에게 수만명의 드레스덴 시민이 '독일' '헬무트' '우리는 한 민족이다'를 연호하면서 조기통일을 요구했다.
통일 당시 서독 1인당 GDP는 동독의 3배, 서독 GDP는 동독의 10배였다. 부자 서독에서 통일 요구 시위가 난다고 가난한 동독을 강제로 흡수할 수는 없었다. 오직 가난한 동독에서 스스로 대규모의 통일 요구 시위가 발생했어야만 부자 서독에 흡수될 수 있었고, 동서독 정부가 묘책으로 대규모 시위를 방조했거나 기획한 것인지는 불분명하지만, 여하튼, 가난한 동독에서 사상 최대의 통일 요구 시위가 발생하고, 동서독이 평화통일에 성공했다. 남북한 평화통일에서도 이러한 절차는 마찬가지일 것이다.

## 슈타지
소련 KGB 보다 뛰어나다는 평가도 받았던, 동독 정보부 슈타지는 서독 BMB를 무력화 시키기 위해 상당한 스파이전의 노력을 했다. 반대로, 동서독이 평화통일에 성공했다는 것은, 서독 BMB가 KGB 보다 악랄한다는 슈타지를 무력화 시켰다는 방증이다. 남북한이 평화통일을 하려면, 대한민국 통일부가 북한 보위부를 무력화 시켜야만 한다는 시사점을 제공한다.

## 화폐 문제
베를린 장벽이 붕괴되던 1989년 11월 10일 BMB 과장이었던 에버하르트 쿠어트(Eberhard Kuhrt)는 동서독이 전쟁하지 않고 교류, 화해를 거쳐 평화통일을 하게 된 이유는, 결국 서독의 막대한 돈 때문이라고 말한다.
헬무트 슈미트 총리는 양독관계의 토대는 "현찰을 통한 인권개선"이라고 말했다. 동독 외무부의 고위 관계자는 "동독의 양독관계에 대한 관심은 오직 외화 수급 때문"이라고 말했다.
1972년부터 1989년까지, 서독 정부는 정치범 석방용 34억 마르크를 포함해 140억 마르크(한화 7조원)를 공식적으로 제공했다.
그러나 다른 보도에서는, 1970년대 중반 이후 통일까지 서독 정부는 매년 평균 23억 달러(2조 5천억원)를 동독 정부에 제공했다고 한다.

## 동독 복지정책
동독은 사회주의 국가라서 막대한 주민복지를 전부 정부가 무상제공했다. 그러나 가난한 동독 국민들의 세금을 거둬서는 이러한 복지정책을 추진할 수가 없었고, 이 딜레마를 서독의 마르크화가 해결해 주었다. 동독 서기장은 서독에서 받은 막대한 마르크화로 동독 주민들의 사회주의 복지문제를 해결해 민심을 안정시켰다. 미국 달러화가 아니라 서독 마르크화 지폐가 동독 정부에 엄청나게 쌓여있었다고 한다.

## 동독 국가부도
1991년 동서독이 평화통일되기 8년 전인 1983년, 동독이 국가부도 위기에 몰렸다. 서독 정부는 20억 마르크를 긴급 지원했다. 이에 대해 동독 정부는 서독 여행자들의 국경 통과 절차를 개선했고, 국경에 설치된 총기와 지뢰를 제거했다. 즉, 서독 정부는 거액을 퍼주고, 대신 동독 정부에게 화해, 교류, 개방에 대한 정책을 요구했다.

## 고액권
500유로 지폐의 폐지에 대해 프랑스, 이탈리아와 독일의 대립이 있다. 서독 마르크화의 최고액권은 1,000마르크 지폐였다. 유로로 통합될 때, 500유로 지폐로 바뀌었다. 한화로 50만원~60만원 정도 가치이다.
50만원권 고액 지폐 발행을 비판하는 핵심논거가 범죄조직에 흘러들어가는 검은돈이라는 비판이다. 그러나, 서독이 동독이라는 거대한 조직에 비공식적으로 막대한 마르크화를 검은돈으로 지원할 때, 50만원권이 매우 유용했다는 것을 알 수 있다. 50만원권 발행이 남북한 평화통일에 큰 도움이 된다는 시사점을 준다.

## 통일부 해체론
서독이 동독을 국가승인하여, 전독부를 폐지하고 BMB를 창설한 것처럼, 대한민국도 북한을 소련의 괴뢰정부로만 인정하는 현재의 통일부를 폐지하고, 새로운 통일부를 창설해야만 동서독처럼 남북한도 평화통일에 성공할 것이라는 주장이 있다.

## 같이 보기
- 대한민국 통일부